# 3. Biathlon-Weltcup 2021/22 (Hochfilzen)
Der 3. Weltcup der Biathlon-Saison 2021/22 fand im  österreichischen Hochfilzen, dem Austragungsort der WM 2017, statt. Die Wettkämpfe im Langlauf- und Biathlonzentrum Hochfilzen wurden zwischen dem 6. und 12. Dezember 2021 ausgetragen.

## Wettkampfprogramm
| Datum        | Männer    | Männer               | Frauen    | Frauen             |
| ------------ | --------- | -------------------- | --------- | ------------------ |
| Fr, 10.12.21 | 11:25 Uhr | Sprint (10 km)       | 14:15 Uhr | Sprint (7,5 km)    |
| Sa, 11.12.21 | 12:15 Uhr | Verfolgung (12,5 km) | 14:15 Uhr | Staffel (4 • 6 km) |
| So, 12.12.21 | 11:45 Uhr | Staffel (4 • 7,5 km) | 14:30 Uhr | Verfolgung (10 km) |

## Teilnehmende Nationen und Athleten
| Nation                 | Anzahl               | Athlet | Athletin |
| Europa (27 Nationen)   | Europa (27 Nationen) | Europa (27 Nationen) | Europa (27 Nationen) |
| ---------------------- | -------------------- | --- | --- |
| Belarus                | 5+5                  | Sergei Botscharnikow, Raman Jaljotnau, Dsmitryj Lasouski, Anton Smolski, Maksim Warabej                                       | Dsinara Alimbekawa, Irina Krutschinkina, Jelena Krutschinkina, Iryna Leschtschanka, Hanna Sola                                   |
| Belgien                | 4+1                  | César Beauvais, Florent Claude, Tom Lahaye-Goffart, Thierry Langer                                                            | Lotte Lie |
| Bulgarien              | 4+(4)                | Dimitar Gerdschikow, Wladimir Iliew, Anton Sinapow, Blagoj Todew                                                              | Lora Christowa (nur Staffel), Daniela Kadewa, Marija Sdrawkowa, Milena Todorowa                                                  |
| Deutschland            | 6+6                  | Benedikt Doll, Philipp Horn, Johannes Kühn, Erik Lesser, Philipp Nawrath, Roman Rees                                          | Denise Herrmann, Janina Hettich, Franziska Hildebrand, Vanessa Hinz, Franziska Preuß, Vanessa Voigt                              |
| Estland                | (4)+4                | Kalev Ermits, Raido Ränkel, Kristo Siimer (nur Staffel), Rene Zahkna                                                          | Susan Külm, Regina Oja, Johanna Talihärm, Tuuli Tomingas                                                                         |
| Finnland               | 4+4                  | Tuomas Harjula, Olli Hiidensalo, Joni Mustonen, Tero Seppälä                                                                  | Mari Eder, Nastassja Kinnunen, Venla Lehtonen, Suvi Minkkinen                                                                    |
| Frankreich             | 6+6                  | Fabien Claude, Simon Desthieux, Quentin Fillon Maillet, Antonin Guigonnat, Émilien Jacquelin, Éric Perrot                     | Anaïs Bescond, Justine Braisaz-Bouchet, Chloé Chevalier, Anaïs Chevalier-Bouchet, Caroline Colombo, Julia Simon                  |
| Griechenland           | 1                    | Apostolos Angelis | |
| Grönland               | 1                    | | Ukaleq Astri Slettemark |
| Italien                | 5+5                  | Didier Bionaz, Thomas Bormolini, Tommaso Giacomel, Lukas Hofer, Dominik Windisch                                              | Michela Carrara, Samuela Comola, Eleonora Fauner, Lisa Vittozzi, Dorothea Wierer                                                 |
| Kroatien               | 1+1                  | Krešimir Crnković | Anika Kožica |
| Lettland               | (4)+2                | Rudis Balodis (nur Staffel), Edgars Mise, Aleksandrs Patrijuks, Roberts Slotiņš                                               | Baiba Bendika, Sanita Buliņa |
| Litauen                | 4+2                  | Linas Banys, Karol Dombrovski, Tomas Kaukėnas, Vytautas Strolia                                                               | Natalija Kočergina, Gabrielė Leščinskaitė                                                                                        |
| Moldau                 | (4)+2                | Pawel Magasejew, Maxim Makarow, Andrei Ussow (nur Staffel), Michail Ussow (nur Staffel)                                       | Aljona Iwanowa, Alina Stremous                                                                                                   |
| Norwegen               | 6+6                  | Filip Fjeld Andersen, Sivert Guttorm Bakken, Johannes Thingnes Bø, Tarjei Bø, Vetle Sjåstad Christiansen, Sturla Holm Lægreid | Tiril Eckhoff, Emilie Ågheim Kalkenberg, Karoline Offigstad Knotten, Ida Lien, Marte Olsbu Røiseland, Ingrid Landmark Tandrevold |
| Österreich             | 6+5                  | Simon Eder, Patrick Jakob, David Komatz, Felix Leitner, Magnus Oberhauser, Lucas Pitzer                                       | Lisa Hauser, Anna Juppe, Christina Rieder, Julia Schwaiger, Dunja Zdouc                                                          |
| Polen                  | (5)+4                | Woicjech Filip, Grzegorz Guzik, Andrzej Nędza-Kubiniec, Przemysław Pancerz (nur Staffel), Łukasz Szczurek                     | Monika Hojnisz-Staręga, Magda Piczura, Kinga Zbylut, Kamila Żuk                                                                  |
| Rumänien               | (4)+(4)              | George Buta, Raul Flore, Cornel Puchianu, Dmitri Schamajew (nur Staffel)                                                      | Jelena Tschirkowa (nur Staffel), Enikő Márton (nur Staffel), Anastassija Tolmatschowa, Natalja Uschkina                          |
| Russland               | 6+6                  | Said Karimulla Chalili, Eduard Latypow, Alexander Loginow, Alexander Powarnizyn, Daniil Serochwostow, Wassili Tomschin        | Irina Kasakewitsch, Larissa Kuklina, Swetlana Mironowa, Uljana Nigmatullina, Kristina Reszowa, Walerija Wasnezowa                |
| Schweden               | 6+6                  | Oskar Brandt, Peppe Femling, Emil Nykvist, Martin Ponsiluoma, Sebastian Samuelsson, Malte Stefansson                          | Mona Brorsson, Anna Magnusson, Stina Nilsson, Elvira Öberg, Hanna Öberg, Linn Persson                                            |
| Schweiz                | 4+5                  | Niklas Hartweg, Sebastian Stalder, Eligius Tambornino, Benjamin Weger                                                         | Amy Baserga, Irene Cadurisch, Aita Gasparin, Elisa Gasparin, Lena Häcki                                                          |
| Serbien                | 1                    | Damir Rastić | |
| Slowakei               | (5)+(4)              | Matej Baloga (nur Staffel), Šimon Bartko (nur Staffel), Tomáš Hasilla, Michal Šíma, Tomáš Sklenárik                           | Ivona Fialková, Paulína Fialková, Mária Remeňová, Zuzana Remeňová (nur Staffel)                                                  |
| Slowenien              | 5+(4)                | Klemen Bauer, Miha Dovžan, Jakov Fak, Lovro Planko, Rok Tršan                                                                 | Polona Klemenčič, Živa Klemenčič, Nika Vindišar, Kaja Zorč (nur Staffel)                                                         |
| Tschechien             | 5+5                  | Vítězslav Hornig, Mikuláš Karlík, Michal Krčmář, Jakub Štvrtecký, Adam Václavík                                               | Lucie Charvátová, Markéta Davidová, Jessica Jislová, Eva Puskarčíková, Tereza Vinklárková                                        |
| Ukraine                | 5+5                  | Anton Dudtschenko, Dmytro Pidrutschnyj, Artem Pryma, Artem Tyschtschenko, Bohdan Zymbal                                       | Olga Abramowa, Olena Bilossjuk, Darija Blaschko, Julija Dschyma, Iryna Petrenko                                                  |
| Vereinigtes Königreich | 1                    | | Amanda Lightfoot |
| Amerika (2 Nationen)   |                      | | |
| Kanada                 | 4+4                  | Jules Burnotte, Christian Gow, Scott Gow, Adam Runnalls                                                                       | Megan Bankes, Sarah Beaudry, Emma Lunder, Benita Peiffer                                                                         |
| Vereinigte Staaten     | 4+4                  | Jake Brown, Sean Doherty, Leif Nordgren, Paul Schommer                                                                        | Susan Dunklee, Clare Egan, Deedra Irwin, Joanne Reid                                                                             |
| Asien (4 Nationen)     |                      | | |
| Japan                  | (4)+4                | Tsukasa Kobonoki, Shohei Kodama (nur Staffel), Kōsuke Ozaki, Mikito Tachizaki                                                 | Asuka Hachisuka, Sari Maeda, Fuyuko Tachizaki, Yurie Tanaka                                                                      |
| Kasachstan             | (4)+(4)              | Danil Belezki (nur Staffel), Ässet Düissenow (nur Staffel), Wladislaw Kirejew, Alexander Muchin                               | Jelisaweta Beltschenko, Darja Klimina, Anastassija Kondratjewa (nur Staffel), Galina Wischnewskaja-Scheporenko                   |
| Südkorea               | 1+(4)                | Timofei Lapschin | Jekaterina Awwakumowa, Ko Eun-jung (nur Staffel), Mun Ji-hee, Kim Seon-su                                                        |
| Volksrepublik China    | (4)+(5)              | Zhang Chunyu, Cheng Fangming, Yan Xingyuan, Zhu Zhenyu (nur Staffel)                                                          | Meng Fanqi (nur Staffel), Tang Jialin, Zhang Yan, Chu Yuanmeng, Ding Yuhuan                                                      |
| Ozeanien (2 Nationen)  |                      | | |
| Australien             | 1                    | | Darcie Morton |
| Neuseeland             | 1                    | Campbell Wright | |

## Ausgangslage
Als Führende des Gesamtweltcups gingen nach den ersten zwei Wochen Lisa Hauser und Vetle Sjåstad Christiansen an den Start, die Nationenwertung führte bei den Männern Norwegen, bei den Frauen Schweden an. In der deutschen Mannschaft gab es nur einen Wechsel, für die erkrankte Anna Weidel bekam Franziska Hildebrand nach fast zwei Jahren wieder einen Startplatz. Währenddessen konnte bei den Österreichern Julian Eberhard nach seinem Sturz in der vorigen Woche nicht an den Start gehen, die sechs Startplätze wurden mit Patrick Jakob, Lucas Pitzer und erneut Magnus Oberhauser aufgefüllt. In der Schweizer Mannschaft ging bei den Frauen Irene Cadurisch für Selina Gasparin an den Start, bei den Männern übernahm Eligius Tambornino den Platz von Joscha Burkhalter. Im italienischen Team übernahm mit Eleonora Fauner eine Debütantin den Startplatz von Hannah Auchentaller.

## Ergebnisse
| 3. Weltcup in Hochfilzen, 6. bis 12. Dezember 2021 | 3. Weltcup in Hochfilzen, 6. bis 12. Dezember 2021 | 3. Weltcup in Hochfilzen, 6. bis 12. Dezember 2021                                    | 3. Weltcup in Hochfilzen, 6. bis 12. Dezember 2021                                | 3. Weltcup in Hochfilzen, 6. bis 12. Dezember 2021                                      |
| -------------------------------------------------- | -------------------------------------------------- | ------------------------------------------------------------------------------------- | --------------------------------------------------------------------------------- | --------------------------------------------------------------------------------------- |
| Datum                                              | Disziplin                                          | Erster Platz                                                                          | Zweiter Platz                                                                     | Dritter Platz                                                                           |
| 10. Dezember 2021 (Fr.)                            | Sprint (10 km)                                     | Johannes Kühn                                                                         | Martin Ponsiluoma                                                                 | Anton Smolski                                                                           |
| 10. Dezember 2021 (Fr.)                            | Sprint (7,5 km)                                    | Hanna Sola                                                                            | Justine Braisaz-Bouchet                                                           | Marte Olsbu Røiseland                                                                   |
| 11. Dezember 2021 (Sa.)                            | Verfolgung (12,5 km)                               | Quentin Fillon Maillet                                                                | Émilien Jacquelin                                                                 | Sebastian Samuelsson                                                                    |
| 11. Dezember 2021 (Sa.)                            | Staffel (4 • 6 km)                                 | SchwedenLinn Persson Anna Magnusson Elvira Öberg Hanna Öberg                          | RusslandWalerija Wasnezowa Swetlana Mironowa Uljana Nigmatullina Kristina Reszowa | FrankreichAnaïs Bescond Anaïs Chevalier-Bouchet Chloé Chevalier Justine Braisaz-Bouchet |
| 12. Dezember 2021 (So.)                            | Staffel (4 • 7,5 km)                               | NorwegenSturla Holm Lægreid Tarjei Bø Johannes Thingnes Bø Vetle Sjåstad Christiansen | FrankreichFabien Claude Simon Desthieux Émilien Jacquelin Quentin Fillon Maillet  | RusslandWassili Tomschin Daniil Serochwostow Alexander Loginow Eduard Latypow           |
| 12. Dezember 2021 (So.)                            | Verfolgung (10 km)                                 | Marte Olsbu Røiseland                                                                 | Hanna Sola                                                                        | Elvira Öberg                                                                            |

## Verlauf

### Sprint

#### Männer
Start: Freitag, 10. Dezember 2021, 11:25 Uhr
| Platz | Sportler               | Zeit    | Schießfehler |
| ----- | ---------------------- | ------- | ------------ |
| 1     | Johannes Kühn          | 26:05,0 | 0+1          |
| 2     | Martin Ponsiluoma      | +14,3   | 1+0          |
| 3     | Anton Smolski          | +20,5   | 0+0          |
| 4     | Alexander Loginow      | +22,0   | 0+1          |
| 5     | Tarjei Bø              | +23,0   | 0+1          |
| 6     | Émilien Jacquelin      | +23,6   | 0+1          |
| 7     | Quentin Fillon Maillet | +24,9   | 0+2          |
| 8     | Philipp Nawrath        | +39,8   | 1+1          |
| 9     | Dsmitryj Lasouski      | +40,4   | 0+0          |
| 10    | Eduard Latypow         | +41,4   | 1+1          |
| 0     |                        |         |              |
| 13    | Benjamin Weger         | +44,0   | 0+1          |
| 21    | Roman Rees             | +56,4   | 0+1          |
| 22    | Philipp Horn           | +58,1   | 1+0          |
| 23    | Lukas Hofer            | +1:00,6 | 1+0          |
| 26    | Thomas Bormolini       | +1:04,4 | 0+0          |
| 31    | Dominik Windisch       | +1:15,2 | 2+0          |
| 32    | Felix Leitner          | +1:15,5 | 1+1          |
| 34    | Erik Lesser            | +1:21,5 | 0+1          |
| 40    | Simon Eder             | +1:30,7 | 0+2          |
| 41    | Tommaso Giacomel       | +1:32,6 | 0+2          |
| 56    | David Komatz           | +1:46,7 | 1+0          |
| 60    | Benedikt Doll          | +1:55,1 | 3+1          |
| 61    | Thierry Langer         | +2:03,2 | 1+1          |
| 70    | Didier Bionaz          | +2:18,2 | 0+1          |
| 73    | Eligius Tambornino     | +2:25,7 | 1+3          |
| 80    | Patrick Jakob          | +2:32,1 | 0+1          |
| 86    | Niklas Hartweg         | +2:41,7 | 0+2          |
| 101   | Lucas Pitzer           | +3:17,0 | 2+1          |
| 109   | Magnus Oberhauser      | +3:44,0 | 1+2          |
| DNS   | Sebastian Stalder      |         |              |

Gemeldet: 119 
 Nicht am Start:  Sebastian Stalder 
 Nicht beendet:  Łukasz Szczurek
Johannes Kühn konnte dank einer hervorragenden Laufzeit zum ersten Mal in seiner Karriere ein Weltcuprennen gewinnen. Martin Ponsiluoma platzierte sich mit derselben Fehleranzahl auf der Zwei, während Anton Smolski zum ersten Mal in die Top 10 und gleich auf das Podest lief. Während beispielsweise die Norweger strauchelten, schossen einige schwächere Läufer null Fehler. So konnten unter anderem Dsmitryj Lasouski, Olli Hiidensalo und Vytautas Strolia ihr persönliches Bestergebnis unter den Top 15 erreichen. Bester Schweizer war erneut Benjamin Weger auf Rang 13, Felix Leitner konnte als bester Österreicher immerhin Platz 32 erreichen. Für die Italiener war einmal mehr Lukas Hofer auf Rang 23 der stärkste.

#### Frauen
Start: Freitag, 10. Dezember 2021, 14:15 Uhr
| Platz | Sportler                | Zeit    | Schießfehler |
| ----- | ----------------------- | ------- | ------------ |
| 1     | Hanna Sola              | 20:44,4 | 0+0          |
| 2     | Justine Braisaz-Bouchet | +46,8   | 1+1          |
| 3     | Marte Olsbu Røiseland   | +50,3   | 0+0          |
| 4     | Ida Lien                | +52,5   | 0+0          |
| 5     | Hanna Öberg             | +56,5   | 2+0          |
| 6     | Tiril Eckhoff           | +1:07,2 | 1+0          |
| 7     | Lisa Vittozzi           | +1:07,4 | 0+1          |
| 8     | Dsinara Alimbekawa      | +1:08,0 | 0+1          |
| 9     | Baiba Bendika           | +1:12,3 | 0+1          |
| 10    | Vanessa Hinz            | +1:18,5 | 0+0          |
| 0     |                         |         |              |
| 13    | Denise Herrmann         | +1:29,8 | 1+1          |
| 18    | Franziska Preuß         | +1:39,1 | 1+1          |
| 26    | Lisa Hauser             | +1:47,1 | 0+2          |
| 27    | Vanessa Voigt           | +1:47,6 | 0+0          |
| 31    | Lena Häcki              | +2:00,3 | 1+0          |
| 33    | Dorothea Wierer         | +2:04,3 | 1+1          |
| 37    | Franziska Hildebrand    | +2:12,5 | 1+1          |
| 42    | Samuela Comola          | +2:19,9 | 0+0          |
| 46    | Lotte Lie               | +2:22,9 | 1+1          |
| 55    | Janina Hettich          | +2:38,7 | 0+3          |
| 55    | Julia Schwaiger         | +2:38,7 | 0+1          |
| 70    | Eleonora Fauner         | +2:58,9 | 1+1          |
| 73    | Aita Gasparin           | +3:01,4 | 1+0          |
| 79    | Amy Baserga             | +3:20,5 | 0+3          |
| 81    | Michela Carrara         | +3:21,3 | 2+2          |
| 82    | Elisa Gasparin          | +3:21,6 | 0+3          |
| 87    | Irene Cadurisch         | +3:31,1 | 1+3          |
| 90    | Dunja Zdouc             | +3:41,4 | 1+2          |
| 90    | Christina Rieder        | +3:41,4 | 0+1          |
| 93    | Anna Juppe              | +3:43,2 | 3+0          |

Gemeldet: 116 
 Nicht am Start: 2
Bei den Frauen gab es mit Hanna Sola ebenfalls eine Premierensiegerin, die sich mit einem riesigen Abstand vor Justine Braisaz-Bouchet und Marte Olsbu Røiseland auf dem ersten Rang platzierte. Für Ida Lien auf Platz 4 war es das beste Karriereresultat. Lisa Vittozzi und Vanessa Hinz konnten sich als Beste ihrer Nationen unter den Top 10 platzieren, für die Österreicher und Schweizer waren Lisa Hauser und Lena Häcki einmal mehr die besten Athletinnen.

### Verfolgung

#### Männer
Start: Samstag, 11. Dezember 2021, 12:15 Uhr
| Platz | Sportler               | Zeit    | Schießfehler |
| ----- | ---------------------- | ------- | ------------ |
| 1     | Quentin Fillon Maillet | 33:52,0 | 1+0+0+0      |
| 2     | Émilien Jacquelin      | +32,1   | 0+0+1+0      |
| 3     | Sebastian Samuelsson   | +38,2   | 0+0+1+1      |
| 4     | Simon Desthieux        | +38,2   | 0+0+0+1      |
| 5     | Tarjei Bø              | +38,7   | 0+0+2+0      |
| 6     | Anton Smolski          | +41,8   | 1+0+1+0      |
| 7     | Felix Leitner          | +46,3   | 0+0+0+0      |
| 8     | Tero Seppälä           | +47,5   | 0+0+1+0      |
| 9     | Sturla Holm Lægreid    | +49,1   | 0+1+0+0      |
| 10    | Wassili Tomschin       | +50,5   | 0+0+0+0      |
| 0     |                        |         |              |
| 14    | Lukas Hofer            | +54,3   | 0+1+0+0      |
| 15    | Johannes Kühn          | +55,3   | 0+0+0+3      |
| 21    | Benjamin Weger         | +1:12,6 | 1+0+1+0      |
| 23    | Roman Rees             | +1:18,0 | 0+0+0+2      |
| 28    | Erik Lesser            | +1:45,0 | 0+0+0+2      |
| 29    | Thomas Bormolini       | +1:47,5 | 0+1+1+1      |
| 32    | Philipp Horn           | +2:03,7 | 1+2+1+0      |
| 38    | Simon Eder             | +2:43,4 | 0+1+0+2      |
| 39    | Benedikt Doll          | +2:43,8 | 0+0+3+0      |
| 41    | Tommaso Giacomel       | +2:54,3 | 1+2+0+2      |
| 46    | Dominik Windisch       | +3:20,4 | 3+0+0+2      |
| 47    | Philipp Nawrath        | +3:22,9 | 1+0+2+4      |
| 49    | David Komatz           | +3:39,6 | 0+1+0+1      |

Gemeldet: 60 
 Nicht am Start:  Artem Pryma
Quentin Fillon Maillet führte einen französischen Doppelsieg ins Ziel, nachdem er das finale Schießen gegen Johannes Kühn fehlerfrei absolvierte, während Kühn drei Strafrunden laufen musste und als bester Deutscher auf Rang 15 landete. Felix Leitner konnte dank vier fehlerfreier Schießeinlagen von Rang 32 auf 6 laufen, Lukas Hofer und Benjamin Weger waren erneut die Besten für Italien und die Schweiz. Den größten Rückstand konnte der Russe Wassili Tomschin aufholen, der dank ebenfalls fehlerfreiem Schießen von 47 auf 10 laufen konnte. Auch Peppe Femling schoss Null Fehler und lief von Platz 58 auf 24. Anton Smolski und Tero Seppälä konnten wieder unter die Top 10 laufen. 
 Durch seinen Podestplatz ging Sebastian Samuelsson in Frankreich zum ersten Mal in der Geschichte in einem gelb-rot-blauen Trikot an den Start. Die Nationenwertung führte weiterhin Norwegen an.

#### Frauen
Start: Sonntag, 12. Dezember 2021, 14:30 Uhr
| Platz | Sportler              | Zeit    | Schießfehler |
| ----- | --------------------- | ------- | ------------ |
| 1     | Marte Olsbu Røiseland | 30:04,1 | 0+0+1+0      |
| 2     | Hanna Sola            | +4,1    | 0+0+2+1      |
| 3     | Elvira Öberg          | +23,3   | 1+0+0+0      |
| 4     | Dsinara Alimbekawa    | +48,1   | 0+0+0+1      |
| 5     | Hanna Öberg           | +1:11,7 | 2+1+2+0      |
| 6     | Markéta Davidová      | +1:15,6 | 1+0+0+1      |
| 7     | Denise Herrmann       | +1:20,4 | 0+0+1+2      |
| 8     | Vanessa Hinz          | +1:24,6 | 0+1+0+1      |
| 9     | Irina Kasakewitsch    | +1:25,2 | 1+0+0+1      |
| 10    | Stina Nilsson         | +1:27,2 | 1+1+0+2      |
| 11    | Vanessa Voigt         | +1:30,0 | 1+0+0+0      |
| 0     |                       |         |              |
| 21    | Franziska Hildebrand  | +1:59,5 | 0+0+1+0      |
| 23    | Lisa Hauser           | +2:03,7 | 1+1+0+2      |
| 25    | Lotte Lie             | +2:07,6 | 1+0+0+0      |
| 26    | Janina Hettich        | +2:09,1 | 0+0+0+1      |
| 27    | Lena Häcki            | +2:17,4 | 0+1+0+1      |
| 31    | Dorothea Wierer       | +2:28,4 | 1+0+2+0      |
| 38    | Franziska Preuß       | +2:49,7 | 2+1+1+1      |
| 41    | Samuela Comola        | +3:20,7 | 1+0+2+0      |
| 42    | Lisa Vittozzi         | +3:23,1 | 4+3+0+0      |
| DNS   | Julia Schwaiger       |         |              |

Gemeldet: 60 
 Nicht am Start: 3
Marte Olsbu Røiseland konnte auch das zweite Verfolgungsrennen der Saison gewinnen, nachdem sie die Sprintsiegerin Hanna Sola auf der letzten Runde überholen konnte. Elvira Öberg lief von Platz 17 aufs Podest. Denise Herrmann und Vanessa Hinz liefen in die Top 10, Lisa Hauser, Lena Häcki und Dorothea Wierer liefen als beste ihrer Nationen alle in die Punkteränge. Olena Bilossjuk auf Rang 13 war die einzige fehlerfreie Schützin des Tages. Røiseland reiste im gelben Trikot der Weltcupführenden nach Frankreich, die Nationenwertung führte weiterhin Schweden an.

### Staffel

#### Frauen
Start: Samstag, 11. Dezember 2021, 14:15 Uhr
| Platz | Land        | Sportler                                                                                     | Zeit      | Strafrunden + Nachlader         |
| ----- | ----------- | -------------------------------------------------------------------------------------------- | --------- | ------------------------------- |
| 1     | Schweden    | Linn Persson Anna Magnusson Elvira Öberg Hanna Öberg                                         | 1:13:52,5 | 0+0 0+0 0+0 0+2 0+1 0+1 0+1 1+3 |
| 2     | Russland    | Walerija Wasnezowa Swetlana Mironowa Uljana Nigmatullina Kristina Reszowa                    | +29,1     | 0+1 0+1 0+0 0+3 0+0 0+2         |
| 3     | Frankreich  | Anaïs Bescond Anaïs Chevalier-Bouchet Chloé Chevalier Justine Braisaz-Bouchet                | +59,2     | 0+2 0+1 0+0 0+1 0+2 0+2 0+3 0+3 |
| 4     | Deutschland | Vanessa Voigt Denise Herrmann Vanessa Hinz Franziska Preuß                                   | +1:06,5   | 0+0 1+3 0+1 0+2 0+0 0+3 0+0 0+1 |
| 5     | Ukraine     | Iryna Petrenko Julija Dschyma Darija Blaschko Olena Bilossjuk                                | +1:33,0   | 0+1 0+1 0+3 0+3 0+2 0+1 0+0 0+2 |
| 6     | Österreich  | Dunja Zdouc Lisa Hauser Julia Schwaiger Christina Rieder                                     | +1:53,7   | 0+0 0+2 0+0 0+1 0+1 0+0         |
| 7     | Norwegen    | Ingrid Landmark Tandrevold Karoline Offigstad Knotten Emilie Ågheim Kalkenberg Tiril Eckhoff | +1:53,7   | 0+1 0+3 0+1 0+2 0+2 1+3 0+0 0+1 |
| 8     | Tschechien  | Jessica Jislová Tereza Voborníková Markéta Davidová Eva Puskarčíková                         | +2:02,3   | 0+0 0+3 0+1 0+2 0+0 0+3         |
| 9     | Belarus     | Iryna Leschtschanka Irina Krutschinkina Jelena Krutschinkina Hanna Sola                      | +2:08,3   | 0+0 0+2 0+3 0+2 0+1 0+3 0+2 0+1 |
| 10    | Estland     | Regina Oja Tuuli Tomingas Susan Külm Johanna Talihärm                                        | +2:18,5   | 0+0 0+0 0+0 0+2 0+3 0+0 0+0 0+1 |
| 0     |             |                                                                                              |           |                                 |
| 13    | Italien     | Lisa Vittozzi Samuela Comola Eleonora Fauner Michela Carrara                                 | +2:53,5   | 0+0 0+0 0+0 0+2 0+2 0+3 0+2 0+2 |
| 14    | Schweiz     | Irene Cadurisch Lena Häcki Amy Baserga Elisa Gasparin                                        | +3:54,4   | 0+0 0+0 0+2 0+1 0+1 0+1 0+1 3+3 |

Gemeldet und am Start: 24 Nationen 
 Überrundet: 4
Die zweite Frauenstaffel der Saison gewann Schweden ungefährdet vor Russland und Frankreich. Deutschland wurde nach einer Strafrunde von Vanessa Voigt früh zurückgeworfen, konnte sich am Ende aber noch auf Platz 4 schieben. Nach ihrem katastrophalen Rennen in Östersund konnte sich die österreichische Staffel dank starkem Schießens auf dem sechsten Rang platzieren und damit ihr bestes Ergebnis überhaupt egalisieren, Christina Rieder setzte sich im Fotofinish gegen Tiril Eckhoff durch. Italien und die Schweiz platzierten sich außerhalb der Top 10, zum einen bedingt durch das Fehlen Dorothea Wierers, zum anderen durch drei Strafrunden von Elisa Gasparin, nachdem die Schweiz zur Hälfte des Rennens noch auf Podiumskurs lag. 
 Die Staffelwertung wurde punktgleich von Schweden und Frankreich angeführt.

#### Männer
Start: Sonntag, 12. Dezember 2021, 11:45 Uhr
| Platz | Land        | Sportler                                                                      | Zeit      | Strafrunden + Nachlader            |
| ----- | ----------- | ----------------------------------------------------------------------------- | --------- | ---------------------------------- |
| 1     | Norwegen    | Sturla Holm Lægreid Tarjei Bø Johannes Thingnes Bø Vetle Sjåstad Christiansen | 1:14:34,8 | 0+2 0+0 0+0 0+1 0+0 0+0 0+1 0+1    |
| 2     | Frankreich  | Fabien Claude Simon Desthieux Émilien Jacquelin Quentin Fillon Maillet        | +21,2     | 0+1 0+3 0+2 0+0 0+1 0+1 0+0 0+0    |
| 3     | Russland    | Wassili Tomschin Daniil Serochwostow Alexander Loginow Eduard Latypow         | +47,3     | 0+0 1+3 0+0 0+2 0+1 0+1            |
| 4     | Deutschland | Erik Lesser Johannes Kühn Roman Rees Philipp Nawrath                          | +1:00,0   | 0+1 0+1 0+0 0+3 0+1 0+2 0+1 0+1    |
| 5     | Schweden    | Peppe Femling Martin Ponsiluoma Malte Stefansson Sebastian Samuelsson         | +1:30,2   | 0+1 0+0 0+0 0+1 0+2 0+1 0+1 0+1    |
| 6     | Belarus     | Mikita Labastau Dsmitryj Lasouski Maksim Warabej Anton Smolski                | +2:09,5   | 0+1 0+0 1+3 0+0 0+1 0+0 0+0 0+0    |
| 7     | Ukraine     | Artem Pryma Dmytro Pidrutschnyj Bohdan Zymbal Anton Dudtschenko               | +2:32,5   | 0+2 0+0 0+1 0+0 0+2 0+1 0+1 0+1    |
| 8     | Slowenien   | Miha Dovžan Jakov Fak Klemen Bauer Rok Tršan                                  | +2:37,6   | 0+0 0+1 0+0 0+2 0+1 1+3 0+0 0+1    |
| 9     | Tschechien  | Adam Václavík Jakub Štvrtecký Mikuláš Karlík Michal Krčmář                    | +2:37,7   | 0+0 1+3 0+0 0+1 0+3 0+2 0+0 0+3    |
| 10    | Italien     | Thomas Bormolini Tommaso Giacomel Didier Bionaz Dominik Windisch              | +3:29,1   | 0+2 0+1 0+0 0+1 0+1 1+3 0+2 1+3    |
| 11    | Schweiz     | Sebastian Stalder Benjamin Weger Niklas Hartweg Eligius Tambornino            | +3:35,7   | 0+0 0+2 0+0 0+1 0+1 2+3            |
| 0     |             |                                                                               |           |                                    |
| 16    | Österreich  | David Komatz Simon Eder Felix Leitner Patrick Jakob                           | +4:37,1   | 0+2 0+2 0+0 1+3 0+0 0+1 0+2 0+0    |
| 25    | Belgien     | Florent Claude Thierry Langer Tom Lahaye-Goffart César Beauvais               |           | 0+2 0+2 0+2 0+1 1+3 0+2 überrundet |

Gemeldet und am Start: 27 Nationen 
 Überrundet: 3
Die Reihenfolge auf dem Podest entsprach der der vorherigen Woche, Norwegen siegte klar vor Frankreich und Russland. Deutschlands Schlussläufer Nawrath lag bis zum letzten Anstieg der Schlussrunde auf Rang 3, musste sich dort aber klar Eduard Latypow geschlagen geben. Die anderen deutschsprachigen Staaten fielen durch Strafrunden auf die Plätze 10, 11 und 16 zurück, Belgien wurde gar überrundet. Die Staffelwertung führte Norwegen klar an.

## Auswirkungen
| Rang | Name                       | Punkte | Siege | Verän- derung |
| ---- | -------------------------- | ------ | ----- | ------------- |
| 1    | Sebastian Samuelsson       | 250    | 2     |               |
| 2    | Émilien Jacquelin          | 243    | 0     |               |
| 3    | Vetle Sjåstad Christiansen | 225    | 1     |               |
| 4    | Quentin Fillon Maillet     | 212    | 1     |               |
| 5    | Tarjei Bø                  | 210    | 0     |               |
| 6    | Eduard Latypow             | 199    | 0     |               |
| 7    | Johannes Thingnes Bø       | 189    | 0     |               |
| 8    | Simon Desthieux            | 180    | 0     |               |
| 9    | Sturla Holm Lægreid        | 155    | 1     |               |
| 10   | Fabien Claude              | 150    | 0     |               |

| Rang | Name                    | Punkte | Siege | Verän- derung |
| ---- | ----------------------- | ------ | ----- | ------------- |
| 1    | Marte Olsbu Røiseland   | 276    | 2     |               |
| 2    | Hanna Sola              | 238    | 1     |               |
| 3    | Dsinara Alimbekawa      | 237    | 0     |               |
| 4    | Elvira Öberg            | 219    | 0     |               |
| 5    | Lisa Hauser             | 210    | 1     |               |
| 6    | Hanna Öberg             | 208    | 1     |               |
| 7    | Denise Herrmann         | 194    | 0     |               |
| 8    | Markéta Davidová        | 193    | 1     |               |
| 9    | Justine Braisaz-Bouchet | 175    | 0     |               |
| 10   | Franziska Preuß         | 160    | 0     |               |

## Debütanten
Folgende Athleten nahmen zum ersten Mal an einem Biathlon-Weltcup teil. Dabei kann es sich sowohl um Individualrennen, als auch um Staffelrennen handeln.
| Männer        | Frauen          |
| ------------- | --------------- |
| Joni Mustonen | Eleonora Fauner |
| Emil Nykvist  | Kaja Zorč       |